# Xestoblatta buhrnheimi
Xestoblatta buhrnheimi es una especie de cucaracha del género Xestoblatta, familia Ectobiidae.

## Distribución
Esta especie se encuentra en Brasil.